# Xã DuPage, Quận Will, Illinois
Xã DuPage (tiếng Anh: Du Page Township) là một xã thuộc quận Will, tiểu bang Illinois, Hoa Kỳ. Năm 2010, dân số của xã này là 87.793 người.